# One Shot Deal
One Shot Deal je živé album Franka Zappy, posmrtně vydané 13. června 2008.

## Seznam skladeb
Všechny skladby napsal Frank Zappa, mimo "Bathtub Man" to napsali Brock/Duke/Zappa
1. "Bathtub Man" – 5:43
  - 26. září 1974 Palais des Sports, Paříž, Fancie
2. "Space Boogers" – 1:24
  - 8. listopad 1974 Capitol Theatre, Passaic, NJ (late show)
3. "Hermitage" – 2:00
  - 18. září 1975 Royce Hall, UCLA, Los Angeles, Kalifornie
4. "Trudgin' Across the Tundra" – 4:01
  - 11. listopad 1972 DAR Constitution Hall, Washington, DC (early show)
5. "Occam's Razor" – 9:11
  - 21. březen 1979 Rhein-Neckarhalle, Eppelheim, DEU = guitar solo from "Inca Roads"
6. "Heidelberg" – 4:46
  - 24. únor 1978 Rhein-Neckar Stadion, Eppelheim, DEU = guitar solo from "Yo' Mama"
7. "The Illinois Enema Bandit" – 9:27
  - 31. říjen 1981 The Palladium, New York, New York (late show)
8. "Australian Yellow Snow" – 12:26
  - 26. červen 1973 Hordern Pavilion, Sydney, Austrálie
9. "Rollo" – 2:57
  - 18. září 1975 Royce Hall, UCLA, Los Angeles, Kalifornie

## Sestava
- Frank Zappa – kytara, zpěv
- Napoleon Murphy Brock – zpěv, saxofon
- George Duke – klávesy, zpěv
- Tom Fowler – baskytara
- Chester Thompson – bicí
- Ruth Underwood – perkuse
- další